# ヤコプ・ムッフェルの肖像
『ヤコプ・ムッフェルの肖像』（ヤコプ・ムッフェルのしょうぞう、独: Bildnis Jakob Muffel、英: Portrait of Jakob Muffel） は、ドイツ・ルネサンス期の巨匠アルブレヒト・デューラーによる署名と1526年の年記のある油彩画である。板からキャンバスに移し替えられている。作品は現在、ベルリン絵画館に所蔵されている。
デューラーは、1524年から1526年にかけて、フリードリヒ3世 (神聖ローマ皇帝)、ヴィリバルト・ピルクハイマー、エラスムスといった彼にゆかりのある人物たちの姿を銅版画に留めているが、油彩画でも彼と親しかった人物たちを描いている。そのうちの1点である本作は、ニュルンベルクで参事会員と市長を務めたヤコプ・ムッフェル (1471-1526年) をモデルとしている。『ヨハン・クレーベルガーの肖像』 (美術史美術館、ウィーン)、『ヒエロニムス・ホルツシューアーの肖像』 (ベルリン絵画館) と同じ年にニュルンベルクで制作された。デューラーが『四人の使徒』(アルテ・ピナコテーク、ミュンヘン) をニュルンベルク市に寄贈した年にヤコプ・ムッフェルは市長であった。おそらく、本作と『四人の使徒』は関連があると思われる。
本作は、『ヒエロニムス・ホルツシューアーの肖像』と同じサイズであり、公的な祝儀のために委嘱され、 市庁舎に展示されたのだろうと推測されている。デューラーとともに生き、ともにこの世から去っていこうとする人物を、画家は尊厳の中に描き出している。

## 同年のデューラーの肖像画

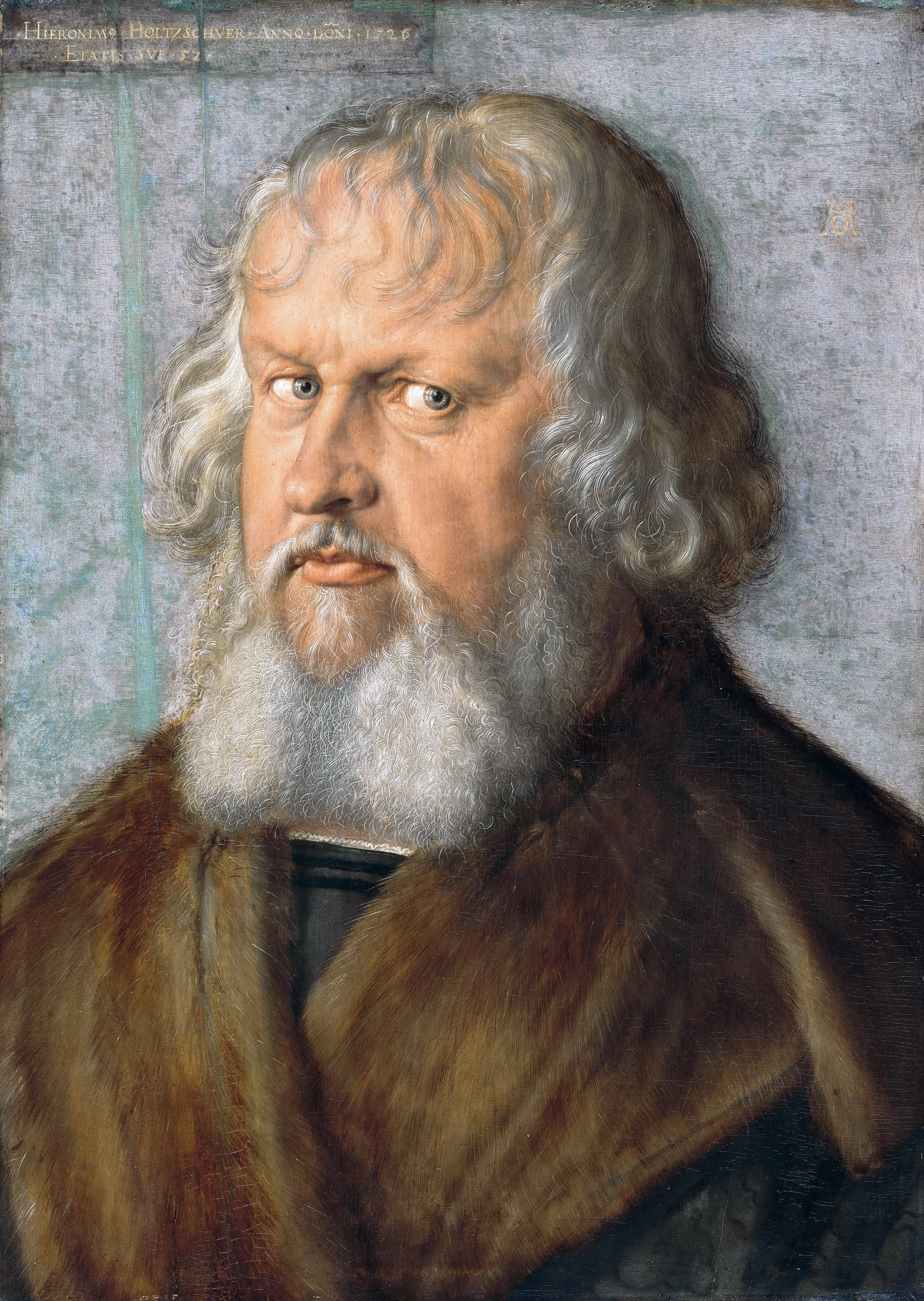
『ヒエロニムス・ホルツシューアーの肖像』 (1526年) 絵画館 (ベルリン)
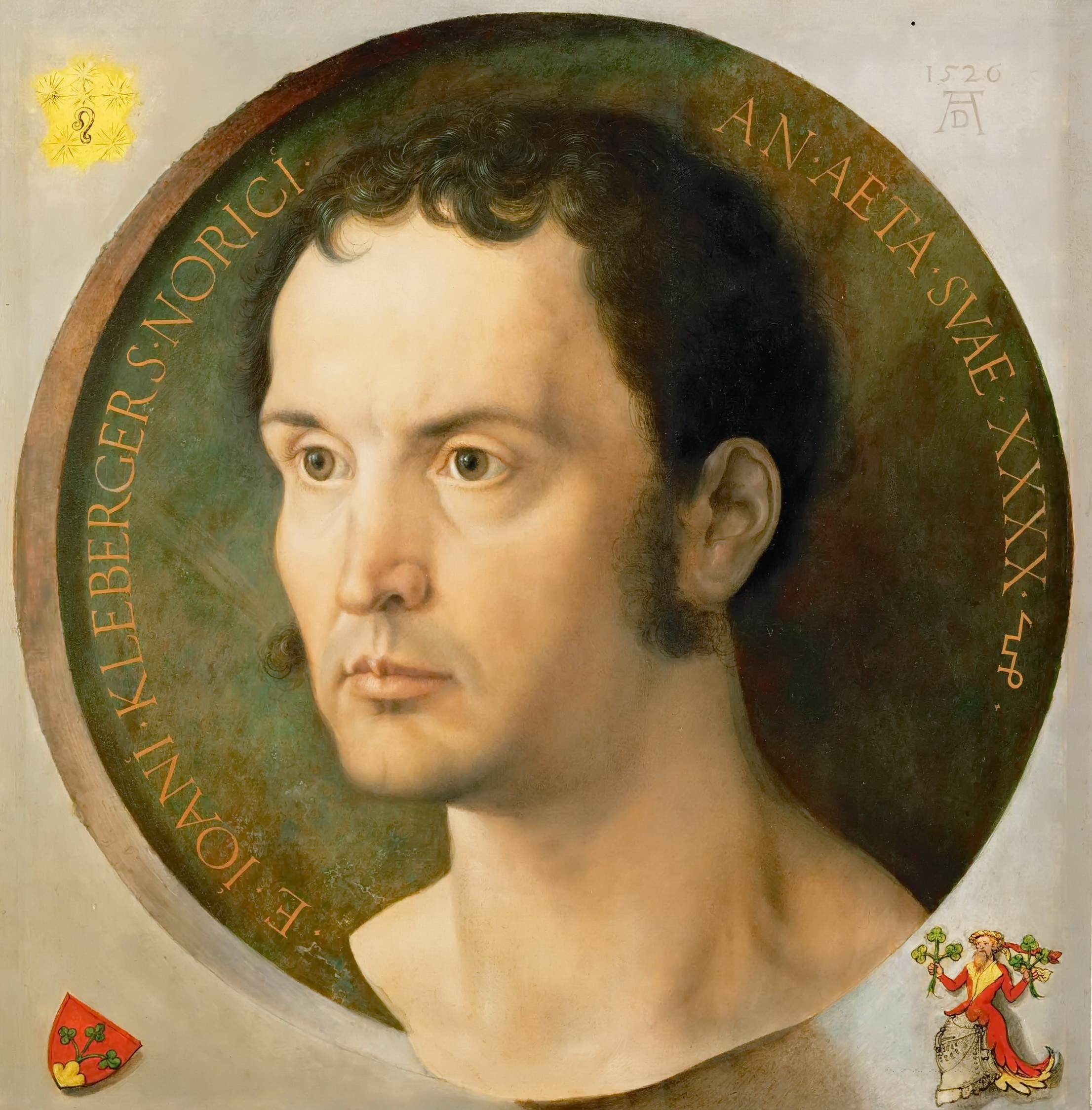
『ヨハン・クレーベルガーの肖像』 (1526年) 美術史美術館 (ウィーン)